# Matthias Brenner
Matthias Brenner (* 10. September 1957 in Meiningen) ist ein deutscher Schauspieler, Regisseur, Autor und Intendant.

## Leben
Matthias Brenner wurde 1957 als Sohn des Schauspielers Carl Rüdiger Brenner (1924–1984) im südthüringischen Meiningen geboren, wo er auch seine Kindheit verbrachte. Erste Bekanntschaft mit der Bühne machte er als Laiendarsteller am Meininger Theater. Später studierte er von 1979 bis 1982 Schauspiel an der Hochschule für Schauspielkunst „Ernst Busch“ Berlin. Seine ersten Engagements führten ihn nach Annaberg-Buchholz und von 1985 bis 1990 nach Erfurt.
Matthias Brenner lebt in Berlin und Halle (Saale). Er ist verheiratet mit der Schauspielerin und Autorin Cornelia Heyse.

## Theatertätigkeiten

### Regisseur
Regie führte Matthias Brenner am Schauspielhaus Erfurt, in Nordhausen, in Gera, am Bremer Theater, am Schauspiel Leipzig, bei den Burgfestspielen Mayen, am Theater Basel, an der Berliner Volksbühne, am Deutschen Theater Berlin, am Schauspielhaus Chemnitz, am Staatstheater Darmstadt, am Theater Freiburg, am Kleist-Theater Frankfurt (Oder), am Theater Heidelberg, am Theater Bielefeld (Hamlet) und am Mecklenburgischen Staatstheater Schwerin (Das Fest). Zuletzt arbeitete er am Theater Magdeburg, am Meininger Theater (Was ihr wollt und Lola Blau), am Volkstheater Rostock (Titanic – Das letzte Gericht) und an der Württembergischen Landesbühne Esslingen (Der Glöckner von Notre Dame und Shakespeares sämtliche Werke).
Am 26. März 2011 wurde die von ihm inszenierte Premiere der „Effi Briest“ im wegen Sicherheitsmängel für den Publikumsverkehr gesperrten Volkstheater Rostock im Internet übertragen. Die Aufführung wurde nach Angaben des Volkstheaters Rostock weltweit von 300.000 Menschen zumindest zeitweise verfolgt.

### Schauspieler
- 1980: Michail Schatrow: Blaue Pferde auf rotem Gras – Regie: Christoph Schroth (Berliner Ensemble); inkl. Aufzeichnung
- 1981: Carl Sternheim: Die Schule von Uznach (Schüler) – Regie: Gertrud-Elisabeth Zillmer (Volksbühne Berlin – Sternfoyer)
- 1982: Georges Courteline: Der Pferdeapfel und die Rose (Gerichtspräsident, Ministeriumsbote) – Regie: Ulrich Engelmann; Erstausstrahlung im 2. Fernsehen der DDR am 2. Oktober 1982

Nach der politischen Wende arbeitete Brenner als Schauspieler in Frankfurt/Main, am Nationaltheater Weimar, am Berliner Schillertheater, am Bremer Theater, am Schauspielhaus Leipzig, an der Volksbühne Berlin, am Theater Basel, am Berliner Ensemble, am Meininger Theater (Gast) und zur Ruhrtriennale 2006.

### Intendant
Im Januar 2010 wählte ihn der Aufsichtsrat der Bühnen Halle zum Intendanten des neuen theaters in Halle (Saale). 2019 erhielt Matthias Brenner ein neues Vertragsangebot und verlängerte bis 2023.

## Autor
Als Autor für den Stückgutverlag München schreibt er vor allem Bühnenwerke und Filmskripte, unter anderem Der Glöckner von Notre-Dame nach Victor Hugo, Effi Briest nach Theodor Fontane, Das Märchen von der verlorenen Zeit und Nullhundertneunzig.

## Filmografie
Neben Auftritten in Fernsehspielen und -serien wie dem Tatort (wo er u. a. eine wiederkehrende Rolle als Gerichtsmediziner Dr. Katzmann der Bremer Ermittler Lürsen und Stedefreund hatte), Ki.Ka-Krimi.de oder SOKO Leipzig ist er auch in Kinofilmen zu sehen.
- 1990: Über die Grenzen
- 2001: Der Zimmerspringbrunnen
- 2002: Vaya con Dios – Und führe uns in Versuchung
- 2003: Tatort: Hexentanz
- 2004: Tatort: Waidmanns Heil
- 2004: Erbsen auf halb 6
- 2005: In Sachen Kaminski
- 2006: Das Leben der Anderen
- 2006: Hammer und Hart
- 2007: Tatort: Spätschicht
- 2008: Tatort: Todesstrafe
- 2009: Tatort: Tango für Borowski
- 2009: Die Pfefferkörner (Fernsehserie, Folge 67)
- 2009: Notruf Hafenkante (Fernsehserie, Folge Melanies Alptraum)
- 2009: Die Bremer Stadtmusikanten
- 2010–2019: Tatort → siehe Lürsen und Stedefreund
  - 2010: Tatort: Schlafende Hunde
  - 2011: Tatort: Stille Wasser
  - 2011: Tatort: Der illegale Tod
  - 2013: Tatort: Puppenspieler
  - 2013: Tatort: Er wird töten
  - 2014: Tatort: Brüder
  - 2014: Tatort: Alle meine Jungs
  - 2015: Tatort: Die Wiederkehr
  - 2015: Tatort: Wer Wind erntet, sät Sturm!
  - 2016: Tatort: Der hundertste Affe
  - 2016: Tatort: Echolot
  - 2017: Tatort: Nachtsicht
  - 2017: Tatort: Zurück ins Licht
  - 2018: Tatort: Im toten Winkel
  - 2018: Tatort: Blut
  - 2019: Tatort: Wo ist nur mein Schatz geblieben?
- 2010: Zivilcourage (Fernsehfilm)
- 2010: Bella Vita (Fernsehfilm)
- 2011: Von Hunden und Pferden
- 2011: Hotel Lux
- 2012: Russendisko
- 2012: Bella Australia (Fernsehfilm)
- 2012: Das Hochzeitsvideo
- 2012: Wir wollten aufs Meer
- 2013: Tatort: Die Wahrheit stirbt zuerst
- 2014: Wir sind jung. Wir sind stark.
- 2015: Tod auf Raten
- 2015: In aller Freundschaft – Die jungen Ärzte (Fernsehserie, Folge Lebensglück)
- 2015: Nicht schon wieder Rudi!
- 2015–2016: Club der roten Bänder (Fernsehserie)
- 2016: Ein starkes Team: Tödliche Botschaft
- 2016: Zwei verlorene Schafe
- 2016: Donna Leon – Das goldene Ei
- 2017: Charité (Fernsehserie, 1. Staffel als Ernst von Bergmann)
- 2017: Das Wasser des Lebens (Fernsehfilm)
- 2017: Familie mit Hindernissen
- 2018: In den Gängen
- 2018: Trauung mit Hindernissen
- 2018–2022: Der Ranger – Paradies Heimat (Serie, 8 Folgen)
- 2018: Wir sind doch Schwestern
- 2019: Systemsprenger
- 2019: Drübenland (Kurzfilm)
- 2020: Viele Kühe und ein schwarzes Schaf
- 2020: Nightlife
- 2020: Ein Tisch in der Provence: Ärztin wider Willen
- 2020: Ein Tisch in der Provence: Hoffnung auf Heilung
- 2020: In aller Freundschaft (Fernsehserie, Folge Die Kunst der Schwäche)
- 2020: Eltern mit Hindernissen
- 2021: Meeresleuchten
- 2021: Der Palast
- 2022: Phantastische Tierwesen: Dumbledores Geheimnisse (Fantastic Beasts: The Secrets of Dumbledore)
- 2022: Rosamunde Pilcher: Hochzeitstag
- 2024: WaPo Berlin (Fernsehserie, Folge Neue Feinde alte Kähne)
- 2024: Bettys Diagnose (Fernsehserie, Folge Nebenwirkungen)

## Hörspiele
- 2009: Johan Theorin: Öland – Regie: Götz Naleppa (Hörspiel – DKultur)
- 2010: Davide Carnevali: Variationen über das Kraeplin-Modell oder das semantische Feld des Kaninchenschmorbratens – Regie: Ulrike Brinkmann (Hörspiel – DKultur/SR)
- 2015: Petros Markaris: Sokrates lässt grüßen – Regie: Christoph Dietrich (Kriminalhörspiel – DKultur)
- 2015: Tom Hillenbrand: Rotes Gold – Regie: Martin Engler (Kriminalhörspiel – DKultur)

## Auszeichnungen
- 2012: Von Hunden und Pferden – Bester Schauspieler, La Cabina (Kurzfilmfestival Valencia)